# مونتي ن. ستيوارت
مونتي ن. ستيوارت (بالإنجليزية: Monte N. Stewart)‏ هو محامي أمريكي، ولد في 1949.